# Алан Віржиньюс
Алан Віржиньюс (фр. Alan Virginius; нар. 3 січня 2003, Суазі-су-Монморансі) — французький футболіст, правий вінгер та нападник клубу «Лілль». На умовах оренди виступає за швейцарський «Янг Бойз».

## Клубна кар'єра
Виступав за молодіжні команди французьких клубів «Суазі-Андільї-Маржансі», «Ентент Саннуа Сан-Гратьєн» та «Сошо». 19 вересня 2020 року дебютував в основному складі «Сошо» в матчі французької Ліги 2 проти «Родеза» (1:1), вийшовши на заміну на 65 хвилині замість Соф'яна Даама. Забив свій перший гол на професіональному рівні 5 грудня в грі проти «Нансі» (1:1), ставши наймолодшим автором голу сезону в Лізі 2 і наймолодшим автором голу в історії «Сошо» у Лізі 2.

## Кар'єра у збірній
Виступав за юнацькі збірні Франції до 16, до 17 і до 19 років. З останньою з них брав участь у юнацькому чемпіонаті Європи 2022 року, забивши на турнірі 3 голи і дійшовши з командою до півфіналу.